# Грёнхаген, Карл
Карл Густав Фердинанд Грёнхаген (швед. Karl Gustav Ferdinand Grönhagen, в русском написании Карл Бернардович Грэнхаген; 20 апреля (3) мая 1865, Фридрихсгам, Великое княжество Финляндское — 2 мая 1944, Хельсинки, Финляндия) — российский и финский общественный деятель, отставной капитан, литератор, публицист и художник; один из авторов статей Энциклопедического словаря Брокгауза и Ефрона. Известен как автор путеводителя «Спутник по Финляндии», выдержавшего в период с 1908 по 1914 годы несколько изданий.

## Биография
Родился 20 апреля (3) мая 1865 года во Фридрихсгаме, в Великом княжестве Финляндском в семье полковника Берндта Адольфа Грёнхагена (1815—1888) и Лидии Фердинандовны Краббе (1839—1929).
Юнкер Карл Гренгаген упомянут в списке выпускников Павловского военного училища (22-й выпуск 7 августа 1885 года). Состоял на военной службе и вышел в отставку в звании капитана.
Занимался литературным творчеством (псевдоним Дон-Карлос), был членом Всероссийского литературного общества. В 1899 году издал в Санкт-Петербурге «Путеводитель по Финляндии». После выхода книги в газете «Русский труд» (№38, 1899 год), была напечатана рецензия. В дальнейшем многократно издавался путеводитель «Спутник по Финляндии». В 1914 году вышло 10-е издание.
Участвовал в написании статьи о Финляндии в Энциклопедическом словаре Брокгауза и Ефрона.
Проживал в Келломяки вместе с женой, матерью и сестрой по улице Зверинской, 17а.
В 1914 году в возрасте 49 лет был, с началом военных действий в период Первой мировой войны, призван в действующую армию.
После революции 1917 года оказался в эмиграции на территории Финляндии.
В 1930 году опубликовал в Хельсинки в издательстве «Ab.F.Tligmann Oy.» серию антисоветских открыток с собственными иллюстрациями и стихами.

- Часы досуга. Карахан.
- Алчущий крови. Ленин.
- Тайное совещание. Нахамкис (Стеклов).
- Нахамкис. Радек. Апфельбаум

Скончался 2 мая 1944 года в Хельсинки.

## Семья
- Первая жена — Эдла Хесс (Edla Hess; 1866—1919).
  - Сын — Павел Грёнхаген (Pavel Grönhagen; 1891—1920).
  - Дочь — Дагмар Серафине Величко (Dagmar Serafine Welitschko; 3 января 1895 — 24 февраля 1996), замужем за полковником В. А. Величко; похоронена с супругом на Никольском кладбище в Хельсинки.
- Вторая жена — Зинаида (Цина) Михайловна фон Холцманн (Zina von Holzmann; 1885—1919). В браке с 10 января 1911 года (Спб).
  - Сын — Юрьё фон Грёнхаген (1911—2003), финский антрополог.
  - Дочь — Елена Евдошенко (Helena Southom-Jevdoschenko; 1915—1946).
- Третья жена — Елизавета Григорьева (Elisabet Grigorieff; 1896 — ?). В браке с 18 ноября 1926 года (Хельсинки).